# Трецано Роза
Треца̀но Ро̀за (на италиански: Trezzano Rosa, на западноломбардски: Trezzan, Трецан) е малко градче и община в Северна Италия, провинция Милано, регион Ломбардия. Разположено е на 188 m надморска височина. Населението на общината е 4804 души (към 2010 г.).